# Magas kockázatú utazó
Magas kockázatúnak számít az az utazó, akinél az alábbiak közül egy vagy több tényező fennáll. Ezt célszerű az útipatika összeállításánál figyelembe venni.
Magas kockázatú utazó
- az utazás időtartama 30 napnál hosszabb
- olyan területeken tartózkodik, ami malária endémiás (főleg a falciparum forma veszélyes)
- az utazó életkora 14 év alatt vagy 65 év felett van
- az egészségre ártalmas munkát végez
- krónikus vagy akut betegségben szenved
- távoli, elérhetetlen területeken tartózkodik

Igen magas kockázatú utazó
- terhes
- csecsemő
- az immunszuppressziós kezelésben részesült
- daganatos beteg[2]
- pszichés zavarokban szenvedők
- epilepszia
- asztma
- allergia
- krónikus prosztata megnagyobbodás
- visszatérő felső-légúti fertőzés